# Estación de Las Heras
Las Heras, también llamado anteriormente Las Eras y los Castaños es un apeadero que perteneció a la línea C-9 de Cercanías Madrid, ubicado junto a la calle de José Aguinaga, en Cercedilla. 
Su tarifa correspondía a la Zona Verde según el Consorcio Regional de Transportes.
Se inauguró con la apertura del tramo Cercedilla - Puerto de Navacerrada en 1923, originalmente contaba con una vía de apartado teniendo así la categoría de apartadero, perdió dicha vía en la década de los 40, quedando así rebajada a apeadero. Tuvo actividad hasta el verano de 2011, en que fueron clausurados todos los apeaderos intermedios entre Cercedilla y el Puerto de Navacerrada y entre este y Cotos. Esta estación tuvo carácter facultativo: el tren se detenía exclusivamente a petición del interesado. Consiste simplemente en un andén con un cartel antiguo.
En mayo de 2023 Adif anunció la demolición del apeadero, lo cual dejaría incomunicada esta zona de Cercedilla.

## Líneas
| procedencia/destino | < estación        | Línea | estación > | destino/procedencia |
| ------------------- | ----------------- | ----- | ---------- | ------------------- |
| Cercedilla          | Cercedilla Pueblo |       | Camorritos | Cotos               |